# Carl-von-Stahl-Haus
Das Carl-von-Stahl-Haus (Stahlhaus) ist eine Alpenvereinshütte der Sektion Salzburg des Österreichischen Alpenvereins in den Berchtesgadener Alpen. Sie liegt im österreichischen Bundesland Salzburg in einer Höhe von 1736 m ü. A. am Torrener Joch unweit des Jenners zwischen Hagengebirge und Göllstock, direkt an der Grenze zu Bayern. Das Stahlhaus ist aufgrund der leichten Erreichbarkeit ein beliebtes Ausflugsziel von Wanderern und Tagesgästen, aber auch ein wertvoller Ausgangspunkt für Bergsteiger, die von hier aus größere Touren unternehmen.

## Geschichte
Zu Beginn des 20. Jahrhunderts wurden die Ambitionen von Großgrundbesitzern, ganze Gebirge als ihr Privateigentum zu betrachten, immer größer. Dazu gehörten u. a. das Haus Habsburg mit seinem Thronfolger Franz Ferdinand. Immer mehr schien es, dass man die Bergsteiger vom Besuch der freien Natur abhalten wollte und konnte, wie das etwa im Blühnbachtal der Fall war. Da im Bluntautal ähnliche Verhältnisse drohten, kaufte der wohlhabende Justitiar Eisendle der Alpenvereinssektion Salzburg die obere Jochalm mit seinem Privatvermögen. Es kam der Erste Weltkrieg und die Jagd im Bluntautal wurde von der Krupp-Dynastie übernommen. Deren Vertreter standen den Alpentouristen wesentlich aufgeschlossener gegenüber und tauschten schließlich im Mai 1918 Grundbesitz am Torrener Joch gegen die Jochalm mit dem Alpenverein; dieser Tausch war für den Hüttenbau sehr vorteilhaft, da das Joch wesentlich günstiger gelegen war.
Am Torrener Joch hatte bereits eine unbewirtschaftete Hütte, die Torrenerjochhütte, gestanden, diese wurde im Juli 1918 durch Blitzschlag getroffen und brannte in Folge komplett nieder. Die Sektion Salzburg hatte sich mit anderen Hüttenprojekten übernommen und kein Geld mehr für einen neuen Hüttenbau. Ein Auswanderer aus Österreich, Carl von Stahl, der als Industrieller in Amerika in der Textilbranche zu einem Vermögen gekommen war, spendete der Sektion Salzburg das für den Hüttenbau notwendige Geld. Da der Bau in Zeiten der Inflation stattfand, stockte von Stahl das Budget immer wieder auf. Der Bau begann im Juni 1921, die Einweihung seiner Hütte am 22. Juli 1923 erlebte er selbst nicht mehr, jedoch kam seine Witwe, eine jüngere Österreicherin, die er während eines Heimaturlaubs kennengelernt hatte. Seit dem Winter 1924/25 ist die Hütte ganzjährig bewirtschaftet.
Die Hütte wies neun Zimmerlager mit 18 Betten und drei Matratzenlager mit 36 Schlafplätzen auf.
Der ursprüngliche Bau wurde seither mehrfach erweitert. 1935 wurde der „Skistall“ ausgebaut und im Sommer als weiteres Gastzimmer genutzt. 1939 waren bereits 64 Plätze im Matratzenlager vorhanden.
2011 wurde das Stahlhaus für 750.000 Euro saniert und der Nebentrakt aufgestockt.

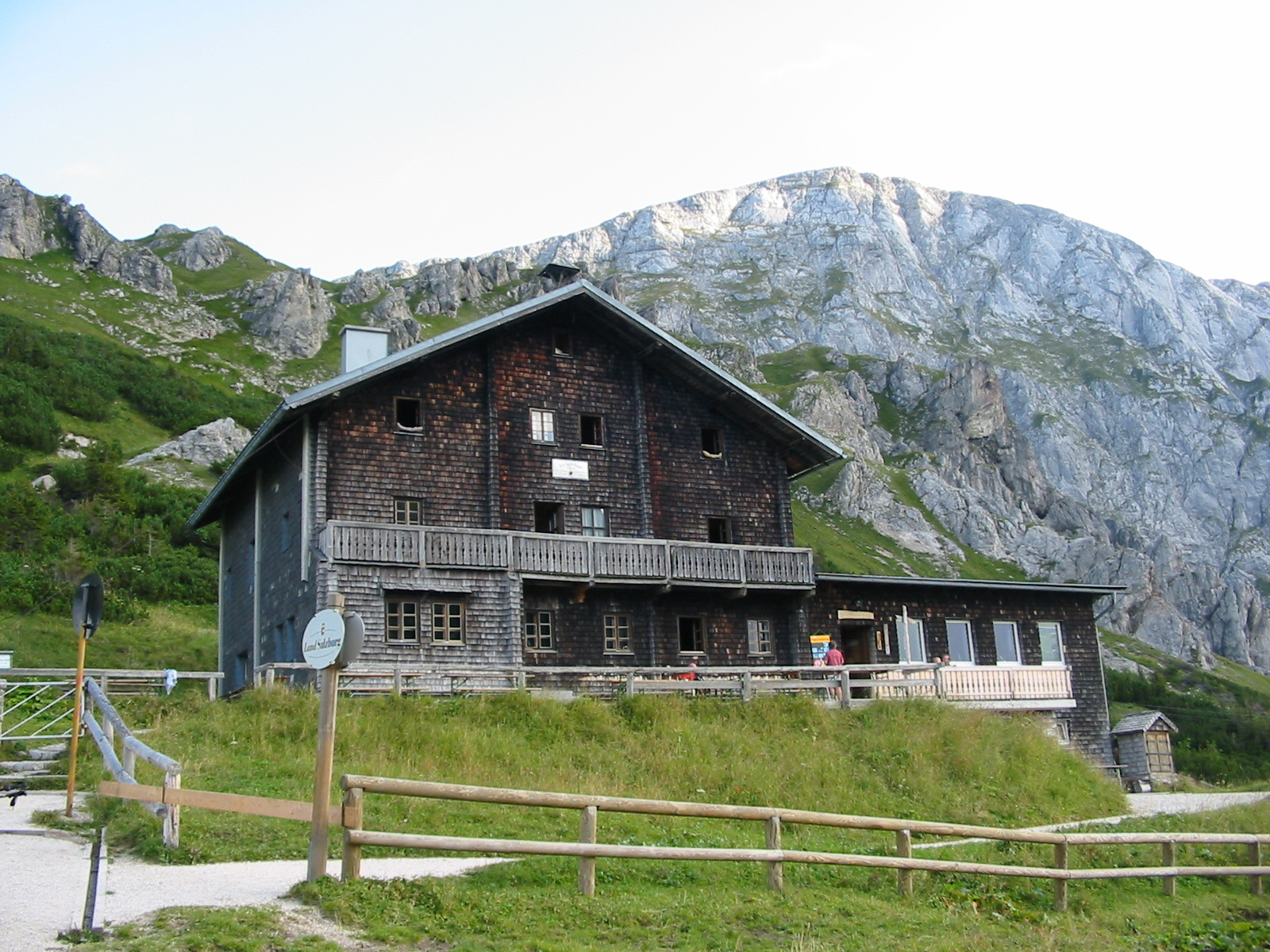
Stahlhaus vor der Sanierung (2006)
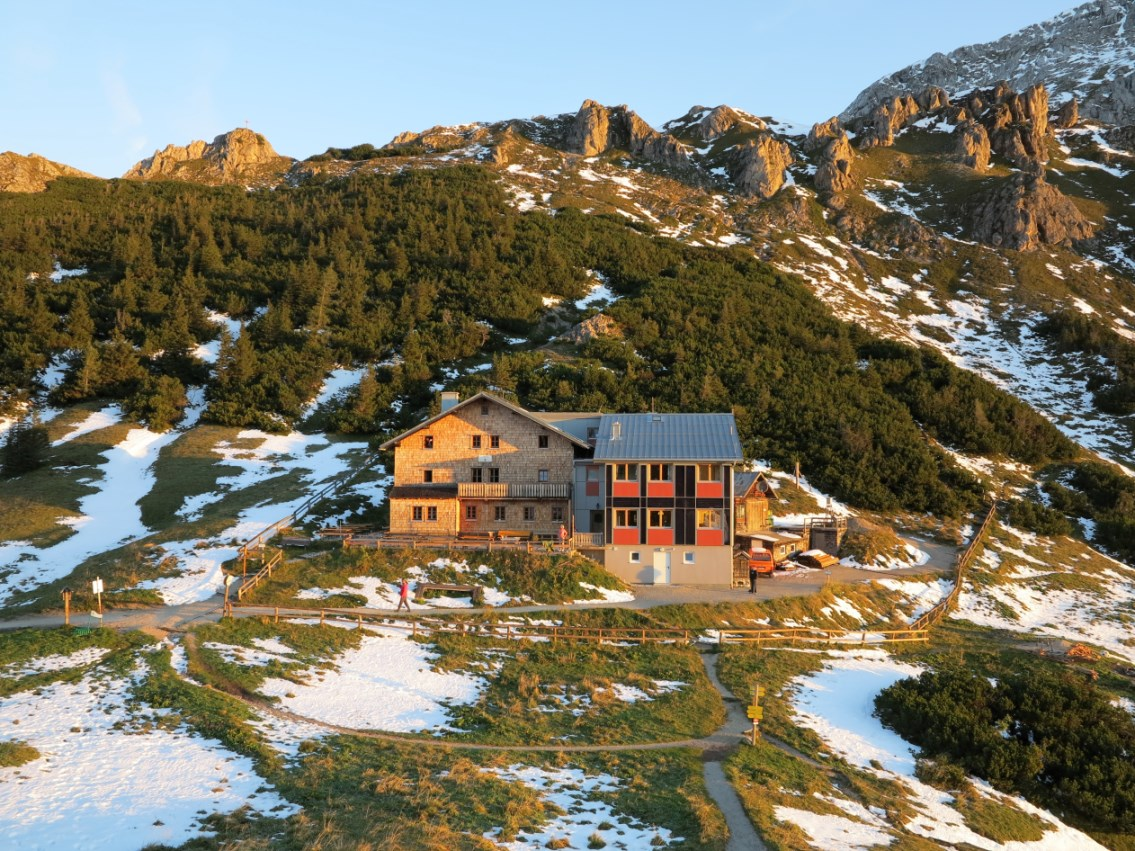
Stahlhaus nach der Sanierung und Aufstockung des Seitentraktes (2012)

## Aufstieg
- Von Golling über Gasthaus Bärenhütte (506 m) im Bluntautal (Parkplatz) auf Weg 451 über Jochalmen, Gehzeit: 4 Stunden
- Von Königssee (Parkplatz Jennerbahn) auf Weg 497 über Hochbahn und Königsbachalm, Gehzeit: 3½ Stunden
- Von Hinterbrand (1100 m, gebührenpflichtiger Parkplatz) über die Mitterkaseralm, Gehzeit: 2 Stunden
- Mit der Jennerbahn bis zur Bergstation (1800 m), von dort über den Höhenweg, Gehzeit: 45 Minuten

## Übergänge
- Purtschellerhaus (1692 m) über Hohes Brett, Hoher Göll und Schusterroute, Schwierigkeitsgrad II auf der UIAA-Skala (gesichert), Gehzeit: 6 Stunden
- Kehlsteinhaus (1840 m) über Hohes Brett, Hoher Göll und Mannlgrat, Schwierigkeitsgrad II auf der UIAA-Skala, gesichert, Gehzeit: 7 Stunden
- Schneibsteinhaus (1670 m), nächstgelegene Nachbarhütte, Gehzeit: 10 Minuten
- Gotzenalm (1690 m)
  - über Schneibsteinhaus, Priesbergalm und Hirschenlauf, mittel, Gehzeit: 4 Stunden
  - über Schneibstein, Seeleinsee, Hochgschirr und Regenalm, mittel, Gehzeit: 7 Stunden
- Wasseralm (1420 m) über Schneibstein, Seeleinsee, Hochgschirr und Landtal, mittel, Gehzeit: 7 Stunden

## Gipfelbesteigungen
- Hohes Brett (2340 m) über Pfaffenkegel und Jägerkreuz, mittel, Gehzeit: 2 Stunden (Weg 451)
- Brettriedel (2344 m) über Pfaffenkegel und Jägerkreuz, mittel, Gehzeit: 2½ Stunden (Weg 451)
- Großer Archenkopf (2391 m), mittel, Gehzeit: 3 Stunden (Weg 451)
- Hoher Göll (2522 m) über Hohes Brett, Brettriedel, Archenköpfe und Göllscharte, mittel, Gehzeit: 4 Stunden (Weg 451)
- Schneibstein (2275 m) über Teufelsgemäuer, mittel, Gehzeit: 1½ Stunden (Weg 416)
- Windschartenkopf (2210 m) über Schneibstein und Windscharte, mittel, Gehzeit: 2½ Stunden (Weg 416)
- Rotspielscheibe (1940 m) über Schneibsteinhaus, Königstalalm und Nordwestseite, mittel, Gehzeit: 2 Stunden
- Kahlersberg (2350 m) über Schneibstein, Seeleinsee und Hochgschirr, mittel, Gehzeit: 5 Stunden (Weg 416, 496)
- Pfaffenkegel (1850 m), Hausberg, die letzten 10 m mit Stahlseil gesichert, Gehzeit: 20 Minuten

## Winter
Im Winter wird das Stahlhaus ebenfalls bewirtschaftet und ist vom Jenner (Skigebiet) über einen meist gespurten Weg leicht mit Tourenskiern oder Schneeschuhen zu erreichen. Es ist ein häufig genutzter Ausgangspunkt für zahlreiche Skitouren in den Berchtesgadener Alpen, beispielsweise auf das Hohe Brett, auf den Schneibstein und weiter im Sinne der „Kleinen Reibn“ oder der „Großen Reibn“, einer mehrtägigen, anspruchsvollen Skiüberquerung bis zum Kärlingerhaus mit abschließender Abfahrt ins Wimbachtal.